# Renaissance Mons 44
RAEC Mons es un club de fútbol belga de Mons en la provincia de Henao. El club está afiliado a la Real Asociación Belga con el número de matrícula 4194 y tiene como colores rojo y blanco. Fue fundado en 1945 como AS Quévy-le Grand et Extensions, pero llegó a su nombre actual después de varias fusiones.
El club no debe confundirse con el extinto RAEC Mons con número de matrícula 44. Puede verse como el sucesor no oficial de ese club profesional. Actualmente compite en la División 2, cuarto nivel del fútbol belga. 

## Historia
En 1928, se fundó en Quévy-le-Grand el primer club de fútbol, Cercle Sportif de Quévy-le -Grand. El club jugaba de azul y amarillo, pero desaparece en 1934.
Al final de la Segunda Guerra Mundial, se creó un nuevo club, AS Quévy-le-Grand et Extensions, el 15 de enero de 1945. Volvió a elegir el amarillo y el azul como colores. Se unieron a la Asociación Belga de Fútbol y jugaron en niveles provinciales.
En 1989, se fusiona con el vecino FC Genly-Noirchain. El nombre del nuevo club pasa a ser Union Sportive Genly-Quévy 89 y comienza a jugar de naranja y azul. En 1995 se convirtió en Royal en su 50 aniversario.
El club siguió jugando en las ligas provinciales inferiores durante mucho tiempo, pero ganó popularidad a principios del siglo XXI. En 2007 RUSG Quévy ganó su grupo en Tercera Provincial y ascendió a Segunda Provincial. Tras dos años también se proclamaron campeones y en 2009 alcanzaron el máximo nivel provincial. También siguió cosechando buenos resultados en la Primera Provincial y en cada temporada llegó a la ronda final. En 2010 y 2011 quedaron varados en la final provincial, pero en 2012 igual ganaron la final provincial y avanzaron a la final interprovincial. Ganaron y el club asciende a la serie nacional por primera vez en su historia.
RUS Genly-Quévy 89 pudo mantener la categoría en Cuarta División en su temporada de debut, pero la segunda temporada terminó en puesto de descenso. Por ejemplo, el club volvió a descender a la serie provincial en 2014 después de dos temporadas.
El 1 de julio de 2015 se procedió a la fusión con RAEC Mons, que había sido declarado en quiebra en febrero de ese año. El club pasó a jugar como Royal Albert Quévy-Mons con el número de matrícula 4194 en el Stade Charles Tondreau en Mons. Los otros equipos (juveniles) continuaron jugando en Sentier de l'Eglise o en Stade de la Motte en Genly.
A principios de 2020, se anunció que el club de fusión había entablado conversaciones con el club regional Francs Borains, que juega en la serie amateur superior. Sin embargo, una fusión con el objetivo de formar un club de la región de Mons y Borinage no fue bien recibida por los seguidores de RAQM y Francs Borains. En última instancia, fue Francs Borains quien anunció el 11 de abril de 2020 que se habían retirado los planes de fusión. Como resultado, la RAQM se mantuvo activa en la Tercera División Aficionada.
En junio de 2020, RAQM cambió su nombre a Renaissance Mons 44. En un futuro próximo también intentaron hacerse con el antiguo dorsal del desaparecido RAEC Mons y empezaron a jugar bajo el logo de este antiguo club. A partir de 2021 se adopta el nombre RAEC Mons.
En la temporada 2022-23 acaba líder destacado de su grupo ACFF A en División 3, lo que le supone el ascenso a División 2.

## Resultados
| Temporada                    | División | División | División | División | División | División | División | Denominación                                          | Puntos                                                | Observaciones                                         |
|                              | I        | I        | II       | III      | IV       | P.I      | P.II     |                                                       |                                                       |                                                       |
| ---------------------------- | -------- | -------- | -------- | -------- | -------- | -------- | -------- | ----------------------------------------------------- | ----------------------------------------------------- | ----------------------------------------------------- |
| como RUS Genly-Quévy 89      |          |          |          |          |          |          |          |                                                       |                                                       |                                                       |
| 2008/09                      |          |          |          |          |          |          | 1        | Segunda Prov. Henao                                   | 70                                                    |                                                       |
| 2009/10                      |          |          |          |          |          | 2        |          | Primera Prov. Henao                                   | 63                                                    |                                                       |
| 2010/11                      |          |          |          |          |          | 2        |          | Primera Prov. Henao                                   | 53                                                    |                                                       |
| 2011/12                      |          |          |          |          |          | 5        |          | Primera Prov. Henao                                   | 50                                                    | Ascenso al ganar en la final interprovincial          |
| 2012/13                      |          |          |          |          | 7        |          |          | Cuarta B                                              | 41                                                    |                                                       |
| 2013/14                      |          |          |          |          | 14       |          |          | Cuarta A                                              | 24                                                    |                                                       |
| como Royal Albert Quévy-Mons |          |          |          |          |          |          |          |                                                       |                                                       |                                                       |
| 2015/16                      |          |          |          |          |          | 1        |          | Primera Prov. Henao                                   | 73                                                    |                                                       |
|                              | 1A       | 1B       | 1Am      | 2Am      | 3Am      | P.I      | P.II     | desde 2016-17 hay 3 niveles nacionales y 2 regionales | desde 2016-17 hay 3 niveles nacionales y 2 regionales | desde 2016-17 hay 3 niveles nacionales y 2 regionales |
| 2016/17                      |          |          |          |          | 4        |          |          | Tercera Div. Afic.                                    | 47                                                    |                                                       |
| 2017/18                      |          |          |          |          | 9        |          |          | Tercera Div. Afic.                                    | 39                                                    |                                                       |
| 2018/19                      |          |          |          |          | 8        |          |          | Tercera Div. Afic.                                    | 44                                                    |                                                       |
| 2019/20                      |          |          |          |          | 3        |          |          | Tercera Div. Afic.                                    | 43                                                    | competición suspendida por COVID-19                   |
| como Renaissance Mons 44     |          |          |          |          |          |          |          |                                                       |                                                       |                                                       |
| 2020/21                      |          |          |          |          | -        |          |          | División 3                                            | -                                                     | sin competición tras 4 jornadas por COVID-19          |
| como RAEC Mons               |          |          |          |          |          |          |          |                                                       |                                                       |                                                       |
| 2021/22                      |          |          |          |          | 9        |          |          | División 3                                            | 40                                                    |                                                       |
| 2022/23                      |          |          |          |          | 1        |          |          | División 3                                            | 64                                                    | ascenso                                               |
| 2023/24                      |          |          |          | 1        |          |          |          | División 2                                            |                                                       | ascenso                                               |